# سيلفستر جي. كليمنتس
سيلفستر جي. كليمنتس (بالإنجليزية: Sylvester G. Clements)‏ هو شخصية أعمال وسياسي أمريكي، ولد في 1 مايو 1936. حزبياً، نشط في الحزب الجمهوري. وقد انتخب عضو جمعية ولاية ويسكونسن.